# Nomioides nigriceps
Nomioides nigriceps is een vliesvleugelig insect uit de familie Halictidae. De wetenschappelijke naam van de soort is voor het eerst geldig gepubliceerd in 1933 door Blüthgen.